# Sesayap
La Sesayap est un fleuve dans le nord-est de l'île de Bornéo, dans la province indonésienne du Kalimantan oriental. Elle naît de la jonction de deux autres rivières en amont, la Malinau et la Mentarang, et se jette dans la mer de Célèbes. Son delta comprend notamment les îles de Bunyu et Tarakan.

## Géographie
La rivière coule dans la partie nord-est de l'île de Bornéo avec un climat de forêt pluviale à prédominance tropicale (désigné Af dans la classification climatique de Köppen-Geiger). La température moyenne annuelle dans la région est de 22 °C. Les températures les plus chaudes sont en avril, avec une température moyenne d'environ 23 °C, et les températures les plus froides en décembre, avec 22 °C. La pluviométrie annuelle moyenne est de 4 020 mm. Le mois le plus humide est octobre, avec une moyenne de 438 mm de pluie, et le mois le plus sec est juin, avec 263 mm de pluie.